# Droga wojewódzka nr 937
Droga wojewódzka nr 937 (DW937) – droga wojewódzka łącząca Mszanę w powiecie wodzisławskim z Hażlachem w powiecie cieszyńskim. 
W Mszanie DW937 zaczyna się na rondzie z DW933, poprzez którą można kontynuować podróż z Cieszyna w kierunku Wodzisławia Śląskiego i węzła Mszana autostrady A1. Następnie DW937 przebiega przez Jastrzębie-Zdrój, Zebrzydowice, Kończyce Małe i Kończyce Wielkie. W Hażlachu droga kończy się na rondzie z DW938, poprzez którą można kontynuować podróż z okolic Wodzisławia Śląskiego w kierunku Cieszyna.

## Miejscowości leżące przy trasie DW937
- Mszana (DW933)
- Jastrzębie-Zdrój
- Zebrzydowice
- Kończyce Małe
- Kończyce Wielkie
- Hażlach (DW938)